# Loguana
Loguana é uma comuna rural da circunscrição de Cutiala, na região de Sicasso ao sul do Mali. Segundo censo de 1998, havia 5 531 residentes, enquanto segundo o de 2009, havia 9 105. A comuna inclui 5 vilas.